# 용화초등학교 (충북)
용화초등학교는 대한민국 충청북도 영동군 용화면 용화리에 있는 공립 초등학교이다.

## 학교 연혁
- 1935년 5월 25일 용화공립보통학교 개교(설립인가 4월 30일)
- 1938년 4월 1일 용화공립심상소학교 개칭[1]
- 1941년 4월 1일 용화공립국민학교 개칭[2]
- 1982년 3월 8일 병설유치원 개원
- 1985년 3월 1일 조동분교장 편입
- 1988년 9월 1일 자계분교장 편입
- 1991년 3월 1일 자계분교장 통폐합
- 1992년 3월 1일 조동분교장 통폐합
- 1996년 3월 1일 용화초등학교 개칭[3]
- 2005년 3월 1일 특수학급 설치
- 2017년 2월 17일 제78회(4명) 졸업, 총 졸업생수(2,461명)
- 2017년 3월 1일 제40대 염종현 교장 부임

## 참고 자료
- 용화초등학교 - 한국교육학술정보원 학교알리미